# Giải vô địch bóng đá nữ U-19 châu Á 2009
Giải vô địch bóng đá nữ U-19 châu Á 2009 diễn ra tại Vũ Hán, Trung Quốc từ 1 tới 12 tháng 8 năm 2009. Ba đội đứng đầu giành quyền tham dự Giải vô địch bóng đá nữ U-20 thế giới 2010.

## Vòng bảng
Giờ thi đấu là UTC+08:00.

### Bảng A
| Đội               | Đ | Tr | T | H | B | BT | BB | HS  |
| ----------------- | - | -- | - | - | - | -- | -- | --- |
| CHDCND Triều Tiên | 9 | 3  | 3 | 0 | 0 | 13 | 0  | +13 |
| Hàn Quốc          | 6 | 3  | 2 | 0 | 1 | 8  | 3  | +5  |
| Việt Nam          | 3 | 3  | 1 | 0 | 2 | 2  | 10 | −8  |
| Thái Lan          | 0 | 3  | 0 | 0 | 3 | 1  | 11 | −10 |

| CHDCND Triều Tiên                                                        | 4–0      | Thái Lan |
| ------------------------------------------------------------------------ | -------- | -------- |
| Ho Un-Byol 7' · Kim Un-hyang 52' · Kim Chung-Sim 74' · Yun Hyon-Hi 90+1' | Chi tiết |          |

| Hàn Quốc                                               | 3–0      | Việt Nam |
| ------------------------------------------------------ | -------- | -------- |
| Kong Hye-Won 5' · Kang In-Hae 29' · Park Hee-Young 46' | Chi tiết |          |

| Thái Lan | 0–5      | Hàn Quốc                                                                      |
| -------- | -------- | ----------------------------------------------------------------------------- |
|          | Chi tiết | Kang In-Hae 16' · Ji So-Yun 49', 65' · Park Hee-Young 59' · Lim Jin-Young 62' |

| Việt Nam | 0–6      | CHDCND Triều Tiên                                                        |
| -------- | -------- | ------------------------------------------------------------------------ |
|          | Chi tiết | Yun Hyon-Hi 6' (ph.đ.) · Jon Myong-hwa 17', 22', 32' · Kim Chung-Sim 88' |

| CHDCND Triều Tiên                                   | 3–0      | Hàn Quốc |
| --------------------------------------------------- | -------- | -------- |
| Ho Un-Byol 21' · Kim Chung-Sim 55' · Choe Un-Ju 85' | Chi tiết |          |

| Việt Nam                   | 2–1      | Thái Lan   |
| -------------------------- | -------- | ---------- |
| Nguyễn Thị Nguyệt 10', 85' | Chi tiết | Romyen 31' |

### Bảng B
| Đội               | Đ | Tr | T | H | B | BT | BB | HS  |
| ----------------- | - | -- | - | - | - | -- | -- | --- |
| Trung Quốc        | 7 | 3  | 2 | 1 | 0 | 5  | 2  | +3  |
| Nhật Bản          | 5 | 3  | 1 | 2 | 0 | 7  | 2  | +5  |
| Úc                | 4 | 3  | 1 | 1 | 1 | 6  | 3  | +3  |
| Đài Bắc Trung Hoa | 0 | 3  | 0 | 0 | 3 | 0  | 11 | −11 |

| Nhật Bản     | 1–1      | Úc        |
| ------------ | -------- | --------- |
| Iwabuchi 66' | Chi tiết | Simon 88' |

| Trung Quốc                           | 2–0      | Đài Bắc Trung Hoa |
| ------------------------------------ | -------- | ----------------- |
| Cổ Nhã Sa 4' · Trương Thần Tuyết 82' | Chi tiết |                   |

| Đài Bắc Trung Hoa | 0–5      | Nhật Bản                                                        |
| ----------------- | -------- | --------------------------------------------------------------- |
|                   | Chi tiết | Kumagai 4' · Obara 33' · Fujita 37' · Takara 59' · Takeyama 68' |

| Úc        | 1–2      | Trung Quốc                     |
| --------- | -------- | ------------------------------ |
| Simon 75' | Chi tiết | Lâu Giai Huệ 10' · An Ninh 42' |

| Nhật Bản     | 1–1      | Trung Quốc  |
| ------------ | -------- | ----------- |
| Iwabuchi 49' | Chi tiết | An Ninh 83' |

| Đài Bắc Trung Hoa | 0–4      | Úc                                                   |
| ----------------- | -------- | ---------------------------------------------------- |
|                   | Chi tiết | Clifford 21' · Simon 58' · Courtney 66' · Bolger 84' |

## Vòng đấu loại trực tiếp

### Bán kết
| CHDCND Triều Tiên | 0–1      | Nhật Bản     |
| ----------------- | -------- | ------------ |
|                   | Chi tiết | Iwabuchi 58' |

| Trung Quốc | 0–1      | Hàn Quốc      |
| ---------- | -------- | ------------- |
|            | Chi tiết | Ji So-Yun 84' |

### Tranh hạng ba
| CHDCND Triều Tiên | 1–0      | Trung Quốc |
| ----------------- | -------- | ---------- |
| Ho Un-Byol 66'    | Chi tiết |            |

### Chung kết
| Nhật Bản                    | 2–1      | Hàn Quốc              |
| --------------------------- | -------- | --------------------- |
| Yasumoto 63' · Iwabuchi 87' | Chi tiết | Ji So-yun 69' (ph.đ.) |